# Tombe de Ca' Morta
Vous lisez un « bon article » labellisé en 2016.
La tombe de Ca' Morta est une tombe à char celtique qui se trouve au sein de la nécropole du même nom située à l'ouest de la ville de Côme, région de Lombardie, en Italie. La chambre funéraire recouverte d'un tumulus recèle les cendres d'une femme, d'appartenance princière, accompagnée de mobilier. En raison de l'exceptionnelle qualité des objets qui en ont été exhumés, cette tombe représente un précieux témoignage sur la culture celte de l'époque, en particulier concernant les techniques artisanales, les échanges intra-européens et le rôle des femmes dans la société.
Les indices matériels montrent que la défunte est d'origine celte et que le site appartient à la culture italo-celtique dite de « Golasecca », qui, telle celle de Hallstatt, est une culture celtique dans l'Europe du premier âge du fer.
Alors que la zone funéraire a commencé à être fouillée à partir de 1891, la tombe, quant à elle, a été découverte en 1928.
L'analyse radiocarbone révèle que la fondation de la tombe date approximativement du milieu du Ve siècle av. J.-C. (−450), ce qui permet d'attribuer cette sépulture italo-celtique à la période dite « Golasecca III / GIIIA », et plus précisément au faciès « oriental » de la culture de Golasecca.
Les archéologues notent, parmi les artéfacts découverts, un remarquable char à quatre roues. Le véhicule, à vocation rituelle, présente des particularités propres à la « culture de Hallstatt ». L'abondance et le raffinement du mobilier extrait de la sépulture suggèrent qu'il s'agit d'une tombe princière : ces objets affichent tous une haute qualité d'exécution. De nombreux éléments de vaissellerie en bronze laminé d'origine étrusque, ainsi que des céramiques attiques à figures noires ou à figures rouges, évoquent des relations commerciales avec l'Étrurie padane d'une part, et la Grande Grèce et les territoires italiques d'autre part.
Parmi ces objets, les archéologues ont exhumé un casque de type Negau, seule pièce d'armement retrouvée dans la tombe.
Enfin, de nombreux éléments, sources antiques, épigraphiques et archéologiques, indiquent que la femme, dont les restes incinérés reposent dans l'urne de la « tombe III/1928 », est probablement de souche orobienne, et que sa langue maternelle est le lépontique.

## Découverte et fouilles

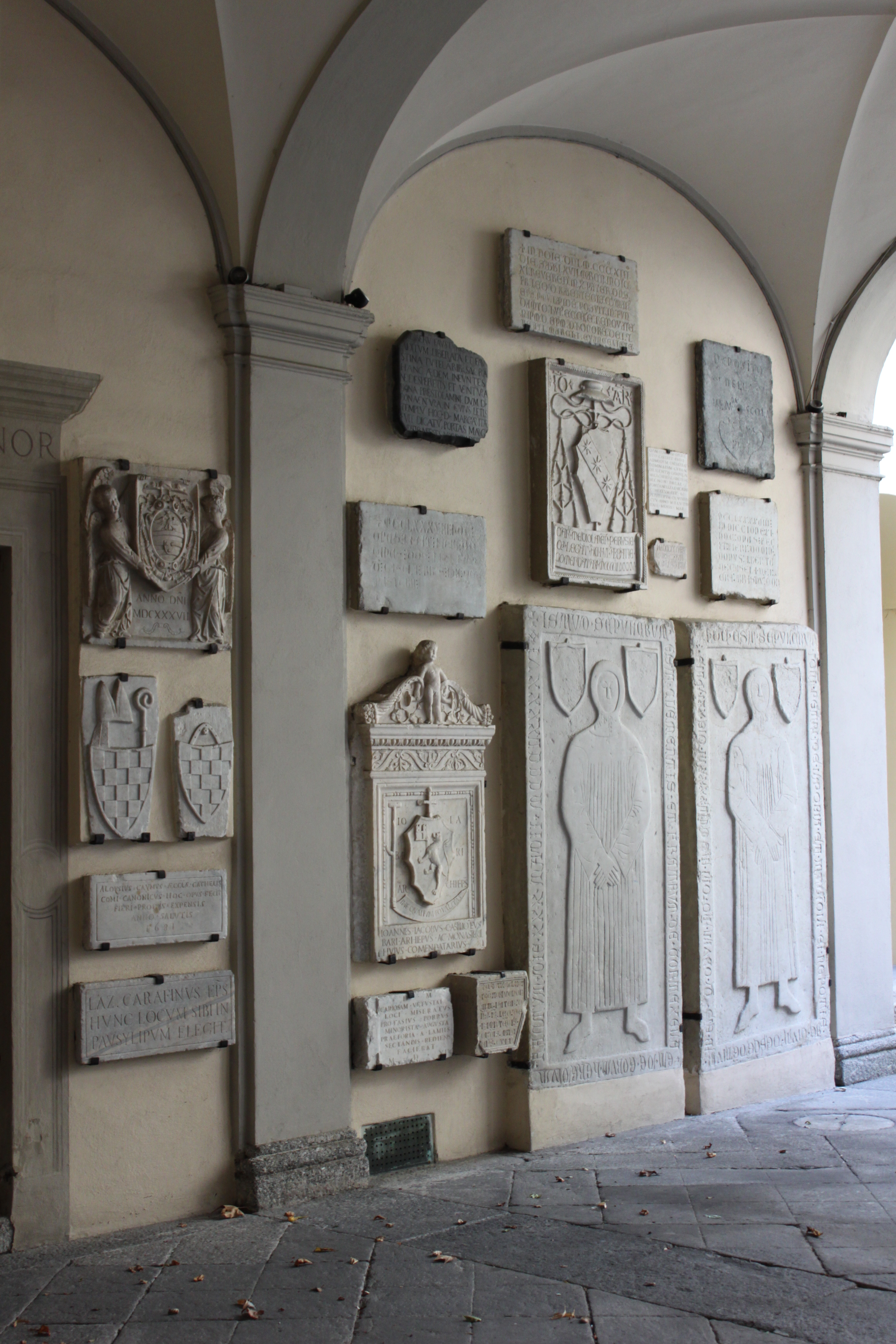
Intérieur du musée archéologique Paolo Giovo, à Côme,

La tombe de Ca' Morta est découverte en 1928 par le propriétaire du terrain, Giuseppe Butti, à la suite d'un glissement de terrain puis d'un éboulement survenus dans la nécropole éponyme,,. Les travaux d'extraction, d'identification et d'inventaire des différentes pièces et artéfacts contenus dans la cave funéraire sont conduits par Antonio Giussani de la Società Archeologica Comense (Société archéologique comasque),,. Ce dernier, avec l'appui de son équipe de chercheurs-archéologues, procède également aux travaux de brossage, nettoyage et désoxydation des éléments du matériel archéologique découvert,,.
L'ensemble des pièces est confié au directeur du musée archéologique de Côme d'alors, l'architecte Luigi Peronne. Celui-ci prend la direction de la restauration du char et de sa reconstruction car, à la mise au jour du tombeau, le véhicule à vocation funéraire se présente sous un aspect fragmenté,,,.
Ces premières fouilles ne sont pas exhaustives puisqu'une deuxième inspection menée en 1930 permet d'exhumer une dernière pièce : un kylix ouvragé en bronze vraisemblablement d'origine attique,,. Sur les registres archéologiques de la nécropole, la tombe de Ca' Morta est répertoriée, puis consignée sous l'appellation technique : « Tombe III /1928 »,,,,.

## Contexte

### Cadre chronologique et géographique de la tombe de Ca' Morta
La sépulture de Cà' Morta a été découverte dans la périphérie sud de la ville de Côme, en Lombardie, dans la continuité d'une avenue : la Via Giovanni di Baserga, dans le quartier d'Albate,,,,.
Les analyses du matériel archéologique extrait du caveau funéraire confirment que ce dernier date de la seconde moitié du Ve siècle av. J.-C.,.
La sépulture se trouve dans l'enceinte d'un vaste cimetière dénommé « nécropole de Ca' Morta ». Ce complexe funéraire, découvert au XIXe siècle, a fait l'objet de plusieurs programmes de fouilles dont notamment celui de Ferrante Rittatore Vonwiller,,. Les prospections ont ainsi pu dégager plusieurs autres tombes. L'examen de leur mobilier funéraire a permis de déterminer les différentes étapes chronologiques de la nécropole,. D'autre part, l'analyse et l'interprétation des viatiques, composés d'artéfacts tels que des objets d'apparat, d'ex-voto en bronze, de vaisselle peinte et de céramiques, ont révélé l'importance des échanges commerciaux entre le territoire comasque et d'autres régions : essentiellement l'Étrurie padane, la Grande Grèce et la celtique de culture hallstatienne,,,,.
Les objets et vestiges recueillis au sein de la nécropole permettent de dater son édification entre 750 av. J.-C. et 700 av. J.-C., donc durant le premier du fer,,,,. Néanmoins, un nombre non négligeable de marqueurs, tels que des produits manufacturés et des ruines de structures mortuaires, accréditent l'hypothèse du réemploi d'un cimetière protohistorique datant de l'âge du bronze moyen à récent,.
Des vestiges d'habitats, dont aucun n'est doté de caractéristiques monumentales, ont été découverts à proximité de la nécropole de Cà' Morta. Dans l'ensemble, les infrastructures dégagées des strates affleurantes au lieu-dit comasque de Monte della Crocce, présentent des types architecturaux variés : parfois aristocratique, plus fréquemment artisanal, agricole, mais essentiellement résidentiel. Ce constat est cohérent avec le fait que la forme d'urbanisation du site princier comasque est de nature villageoise,,. Par ailleurs, tant par leur faible nombre que leur style architectural, les vestiges confirment le développement d'un urbanisme de type proto-italique,. Ces derniers reposent sur une assise d'axe nord-est, sud-ouest,. Des fouilles archéologiques ont fourni des indices notables venant corroborer les conclusions chronologiques précédemment établies. La fondation du site princier, attenant au complexe funéraire, a été datée aux environs de la fin du VIIIe siècle av. J.-C.,,,,. Toutefois, ces ruines protohistoriques auraient pu être précédées par différents types d'infrastructures d'habitation. À cet effet, les investigations et les sondages archéologiques sur le terrain ont mis en évidence des vestiges d'habitat à l'ouest de l'agglomération comasque. L'expertise stratigraphique permet de dater les ruines domestiques aux environs du début du Xe siècle av. J.-C.,.

Situation géographique de la sépulture de Ca' Morta et du site protohistorique de Côme.
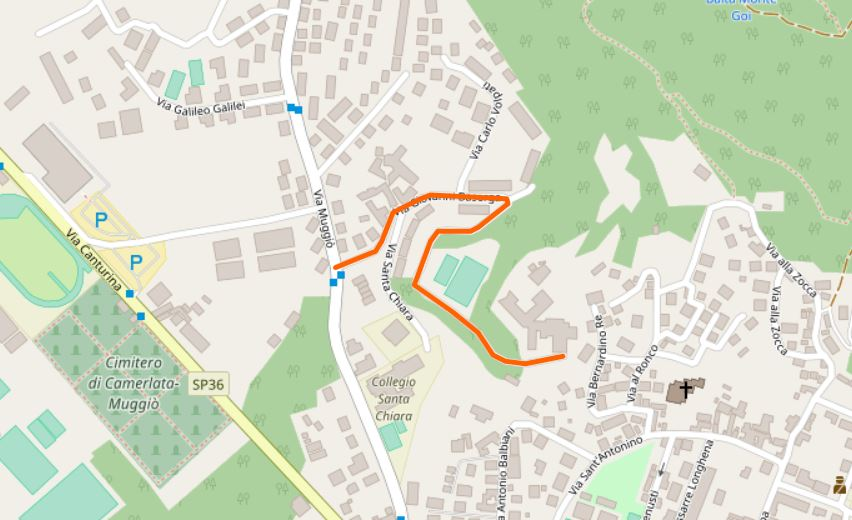
La Via Giovanni Baserga [N 14].
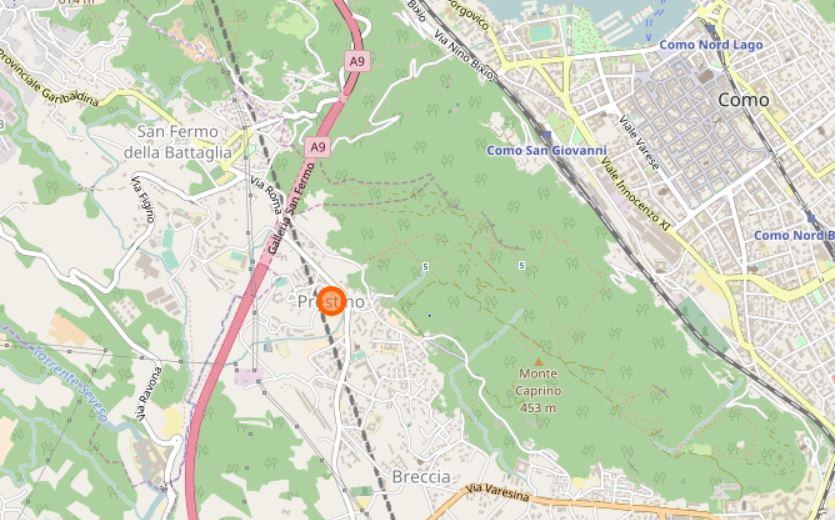
Quartier d'Albate[N 15].
Situation de Côme par rapport à son lac.
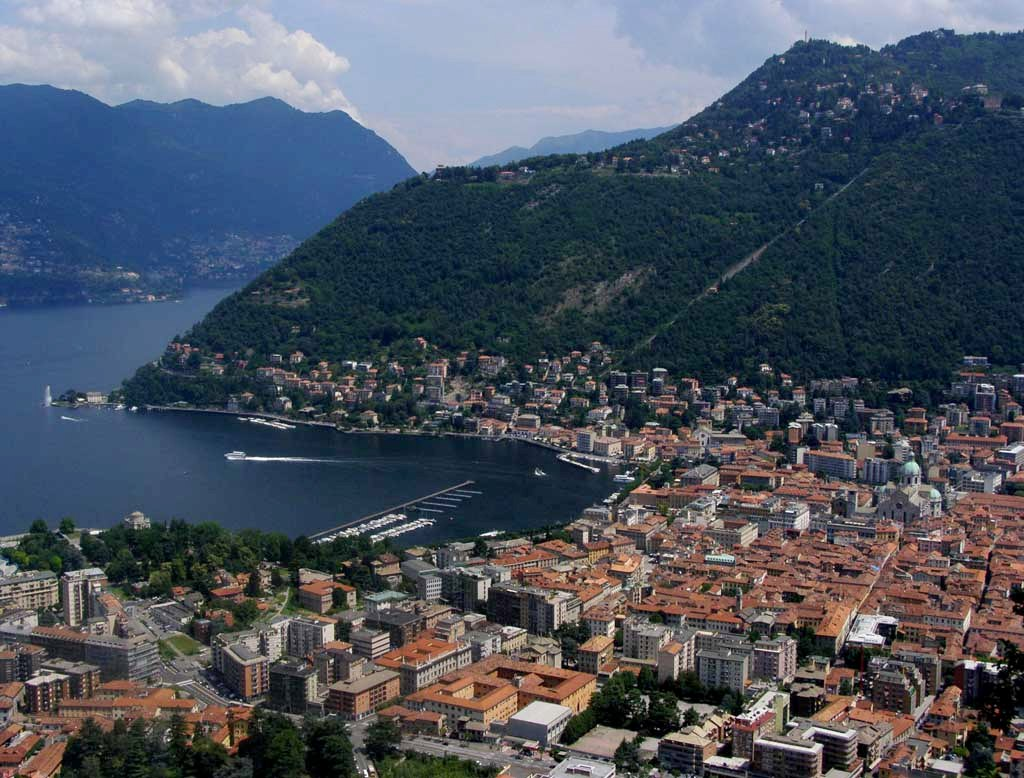
La colline sur laquelle était le site princier protohistorique comasque.
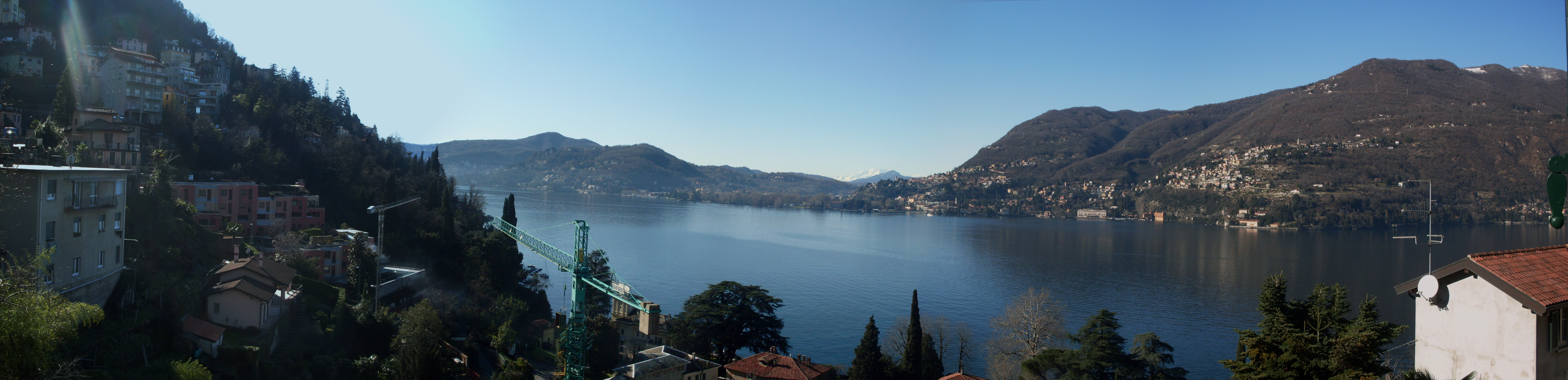
Vue d'ensemble des alentours à caractère préalpins du site urbain de Côme.

Hormis la nécropole de Ca' Morta, les fouilles des terrains alentour ont révélé deux autres aires sépulcrales dont les évolutions viennent encadrer le site aristocratique de Côme. Les analyses stratigraphiques révèlent que les deux nécropoles ont été fondées postérieurement au centre princier (début VIIe siècle av. J.-C.). Ces dernières, de superficies bien plus petites que celle de Ca' Morta, se trouvent l'une au nord-ouest, dans l'actuel faubourg comasque de Ronchetti di Rebbio, et l'autre à l'est, au sein du quartier de Santa Maria di Vergosa,. Au cours du Ve et au début du IVe siècle av. J.-C., le centre urbain aristocratique comasque et ses trois nécropoles contiguës se développent simultanément sous l'effet d'un processus de synœcisme. À cette époque, l'accroissement du pôle comasque est continu. La ville s'agrandit pour atteindre une superficie maximale de 150 hectares à la fin du IVe siècle av. J.-C..
De nombreuses occurrences matérielles de type épigraphique, telle l'inscription dite de Prestino,,,,,,, montrent qu'il s'est produit de multiples installations de tribus celtes au sein de la région comasque, à la même période. Ce fait est confirmé par une riche documentation littéraire, fournie par certaines sources antiques,.
Par conséquent, compte tenu de leur simultanéité chronologique et de leur homogénéité géographique, certains auteurs concluent à une très probable relation de cause à effet entre les deux phénomènes : d'une part l'installation de tribus celtes au point précis de Côme / Ca' Morta, d'autre part le développement d'un accroissement urbain,,,.

La dédicace d'épigraphie découverte à Prestino di Como près de Côme.
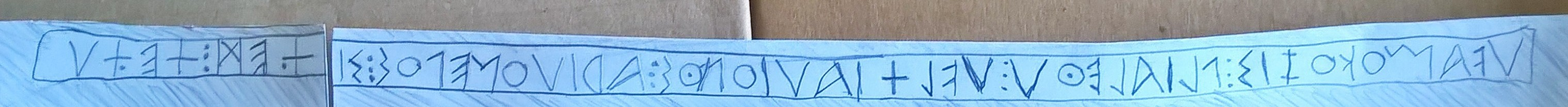
Inscription de Prestino[N 20].

Plusieurs historiens estiment que les échanges commerciaux entre le site comasque et l'Étrurie sont constants du VIIe au  IVe siècle av. J.-C.,,,. À cet égard, plusieurs des pièces de monnaie découvertes l'ont été aux environs du centre aristocratique étrusque. Il s'agit en particulier de pièces de monnaie provenant de la cité de Populonia. Les pièces « au lion » ont été retrouvées incorporées aux premières couches stratigraphiques sur le versant méridional du faubourg de Prestino di Como,,.

Pièces de monnaie étrusques découvertes à proximité du site archéologique funéraire.
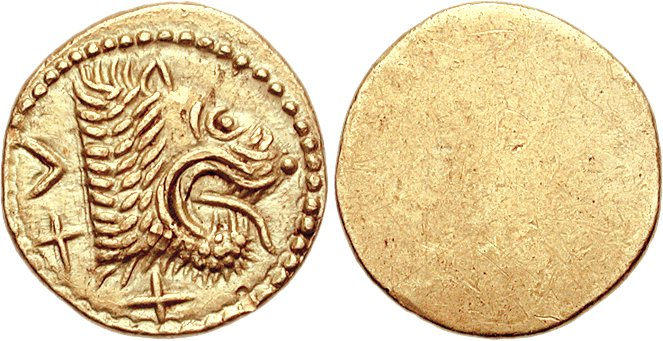
Pièce typique de monnaie de Populonia frappée « au lion » émise au cours du Ve siècle av. J.-C.[N 21].
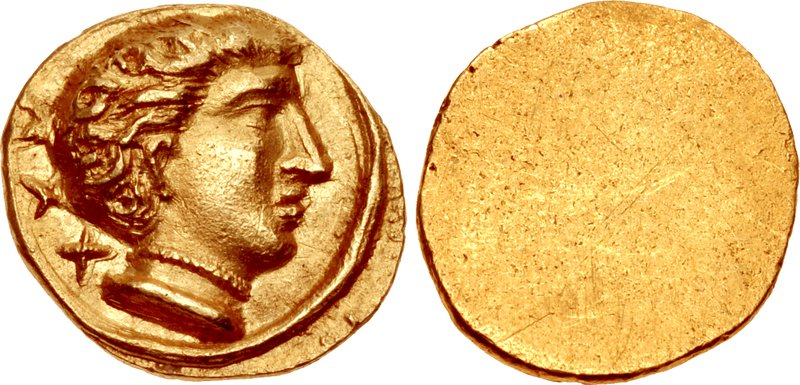
Type de monnaie étrusque provenant de la cité de Pufluna et découverte près du site protohistorique de Côme.

En outre, de multiples indices également découverts sur le site funéraire, au sein des vestiges proto-urbains, attestent d'un déclin significatif à partir du début du IIIe siècle av. J.-C.,. Des spécialistes tels que Venceslas Kruta imputent cet affaiblissement aux invasions celtes. Les analyses du sous-sol montrent que ce fléchissement se poursuit au cours des siècles suivants (IIe  et  Ier siècle av. J.-C.), le nombre de sépultures, conjugué à celui de l'habitat urbain et périurbain, se réduit de manière sensible. Par conséquent, ces éléments accréditeraient une chute significative du rayonnement politique, économique et démographique de la cité princière,,. En tenant compte de la trame historique, cette donnée pourrait être corrélée à l'essor de la République romaine. En effet, au cours du IIe  et du  Ier siècle av. J.-C., le pouvoir romain républicain mène à cette époque une politique dite expansionniste, autrement dit, une stratégie d'élargissement territorial, économique et culturel,. Factuellement, à cette époque le territoire est intégré à la région romaine de la Gaule cisalpine,,. Le fléchissement, puis l'abandon du site princier de Côme pourrait donc être la conséquence de cette logique politique romaine,,.

### Mise en perspective chronologique
| Système de datation archéologique de l'Europe | Chronologie                                    | Évènements en Europe | Monde hellénistique                                   | Monde italico - étrusque | Monde celtique            | Monde celtique                           | Monde celtique           | Monde celtique |
| --------------------------------------------- | ---------------------------------------------- | --- | ----------------------------------------------------- | ------------------------ | ------------------------- | ---------------------------------------- | ------------------------ | --- |
|                                               |                                                | |                                                       |                          | Celtes d'Allemagne du sud | Celtes de la Gallia comata/Gaulois       | Celtes d'Europe de l'Est | Celtes golasecciens /Italie du Nord-Ouest |
| Âge du bronze récent                          | 1 200 à 1100 av. J.-C. / XIIe siècle av. J.-C. | Déclin de la civilisation mycénienne / Linéaire C | Helladique récent IIIC1                               | Culture de Terramare     | Hallstatt A1              | Bronze final IIA                         | Hallstatt A1             | Culture de Canegrate |
| Âge du fer ancien                             | 1 100 à 1000 av. J.-C. / XIe siècle av. J.-C.  | Fin de la civilisation mycénienne / Linéaire C | Helladique récent IIIC2/IIIC3 / Culture submycénienne | Proto-villanovien        | Hallstatt A2              | Bronze final IIB                         | Hallstatt A2             | Culture de Canegrate |
| Âge du fer ancien                             | 1 000 à 900 av. J.-C. / Xe siècle av. J.-C.    | Migration celtes | Période protogéométrique                              | Proto-villanovien        | Hallstatt B1              | Bronze final IIIA                        | Hallstatt B1             | Proto-golasseccien |
| Âge du fer ancien                             | 900 à 800 av. J.-C. / IXe siècle av. J.-C.     | Fondation de Carthage 814 av. J.-C. | Géométrique                                           | Villanovien I            | HallstattB2/B3            | Bronze final IIIB                        | Hallstatt B2/B3          | Proto-golasseccien |
| Âge du fer ancien                             | 800 à 700 av. J.-C. / VIIIe siècle av. J.-C.   | Fondation de Rome 753 av. J.-C. / Plus ancienne tombe de la culture de Golasecca : tumulus « del Carretino »                                                                              | Géométrique récent                                    | Villanovien II           | Hallstatt C               | Hallstatt ancien                         | Hallstatt C              | Golasecca IA |
| Âge du fer ancien                             | 700 à 600 av. J.-C. / VIe siècle av. J.-C.     | Grands tumuli du Bade-Wurtemberg / Acquisition de l'écriture à Golasecca / Essor du premier site proto-urbain golaseccien : Castelletto sopra Ticino/ premiers sites proto-urbains celtes | Période orientalisante                                | Villanovien III          | Halstatt C/Ha C           | Hallstatt ancien                         | Halstatt C/Ha C          | Gollasecca 1B / 1C |
| Âge du fer ancien                             | 600 à 500 av. J.-C. / VIe siècle av. J.-C.     | Monarchie romaine / Fondation d'un proto-oppidum à Côme / Tombe de Cà' Morta / Essor de l'oppidum de Côme / Extension de la nécropole de Cà' Morta                                        | Grèce archaïque                                       | Culture étrusque         | Hallstatt D               | Hallstatt moyen à final                  | Hallstatt D              | Golasecca 2 A / 2B |
| Âge du fer ancien                             | 500 à 400 av. J.-C. / Ve siècle av. J.-C.      | Fondation de Massillia 400 | Grèce archaïque                                       | Monarchies étrusques     | Hallstatt D/Ha D          | Hallstatt moyen - final/Ha moyen - final | Hallstatt D/Ha D         | Golasecca 2B / 2C |
| Âge du fer moyen                              | 400 à 300 av. J.-C. / IVe siècle av. J.-C.     | Sac de Rome (384 av. J.-C.) ; Bataille de l'Allia ; conquêtes d'Alexandre le Grand et extension de la koinè celtique ; invasions gauloises en Italie du Nord                              | Fondation de Massillia - Période classique            | République romaine       | La Tène A                 | La Tène Ancienne                         | La Tène A                | Golasecca III |
| Âge du fer moyen                              | 300 à 200 / IIIe siècle av. J.-C.              | Bataille de Sentinum (295) / Expédition militaire celte par le chef de guerre Brennos contre Delphes (279)                                                                                | Période hellénistique (jusqu'en 227)                  | République romaine       | La Tène B                 | La Tène moyenne                          | La Tène B                | La Tène moyen / La tène B |
| Âge du fer récent                             | 200 à 100 av. J.-C. / IIe siècle av. J.-C.     | Siège et chute de Numance (133) / Victoire romaine sur la coalition celte sur le Rhône des Arvernes et des Allobroges menée par le roi Bituitos (121)                                     | Grèce romaine                                         | République romaine       | La Tène C                 | La Tène tardive                          | La Tène C                | Romanisation du territoire de la culture Golasecca (aire géographique des Celtes d'Italie)                                                   |
| Âge du fer récent                             | 100 à 27 / Ier siècle av. J.-C.                | Guerre des Gaules (58/50) / Bataille d'Alésia 52 / Avènement de l'Empire romain (27) | Grèce romaine                                         | République romaine       | La Tène D                 | La Tène récente                          | La Tène D                | Province de la république romaine / Le territoire celto-italique est intégré au sein de la province romaine de Gaule cisalpine (81, puis 42) |

### Mise en perspective géoculturelle
| a b c d e f g h i j k l m n o p q r |

Sur la carte, la « tombe III/1928 » de la nécropole de « Ca' Morta » est représentée par l'étoile à quatre branches rouges. La sépulture se trouve au sud du lac de Côme, l'un des deux principaux centres proto-urbains de la civilisation de Golasecca s'étant imposé au rang européen des flux commerciaux et géopolitiques au cours des VIIIe et VIIe siècles av. J.-C.,,,. Ce centre d'importance est attribué à la typologie archéologique dite « orientale » de l'aire d'extension chrono-culturelle de Golasecca, soit « Golasecca type 1 »,,,,.

## Description de la tombe de Ca' Morta
L'ensemble de la structure funéraire est recouvert par un volumineux tumulus constitué d'un agglomérat de pierres brutes de nature granitique, amalgamées à une terre riche de type argileuse,.
La partie supérieure de la cave mortuaire, autrement dit la sépulture, se présente sous l'aspect d'une large dalle ouvragée en pierre calcaire de dimensions remarquables : 1,8 m × 1,4 m. Elle pèse environ 1,8 tonne,.
La partie inférieure de la tombe, la fosse, présente une forme carrée de 80 cm de côté, octroyant par conséquent un espace dédié à la personne défunte ainsi qu'à son viatique d'approximativement 0,64 m2. Sa profondeur est d'environ 70 cm,,.

## Objets et artéfacts mis au jour

### Le char d'apparat

Char de la sépulture de Ca' Morta et char funéraire type de la civilisation de Hallstatt
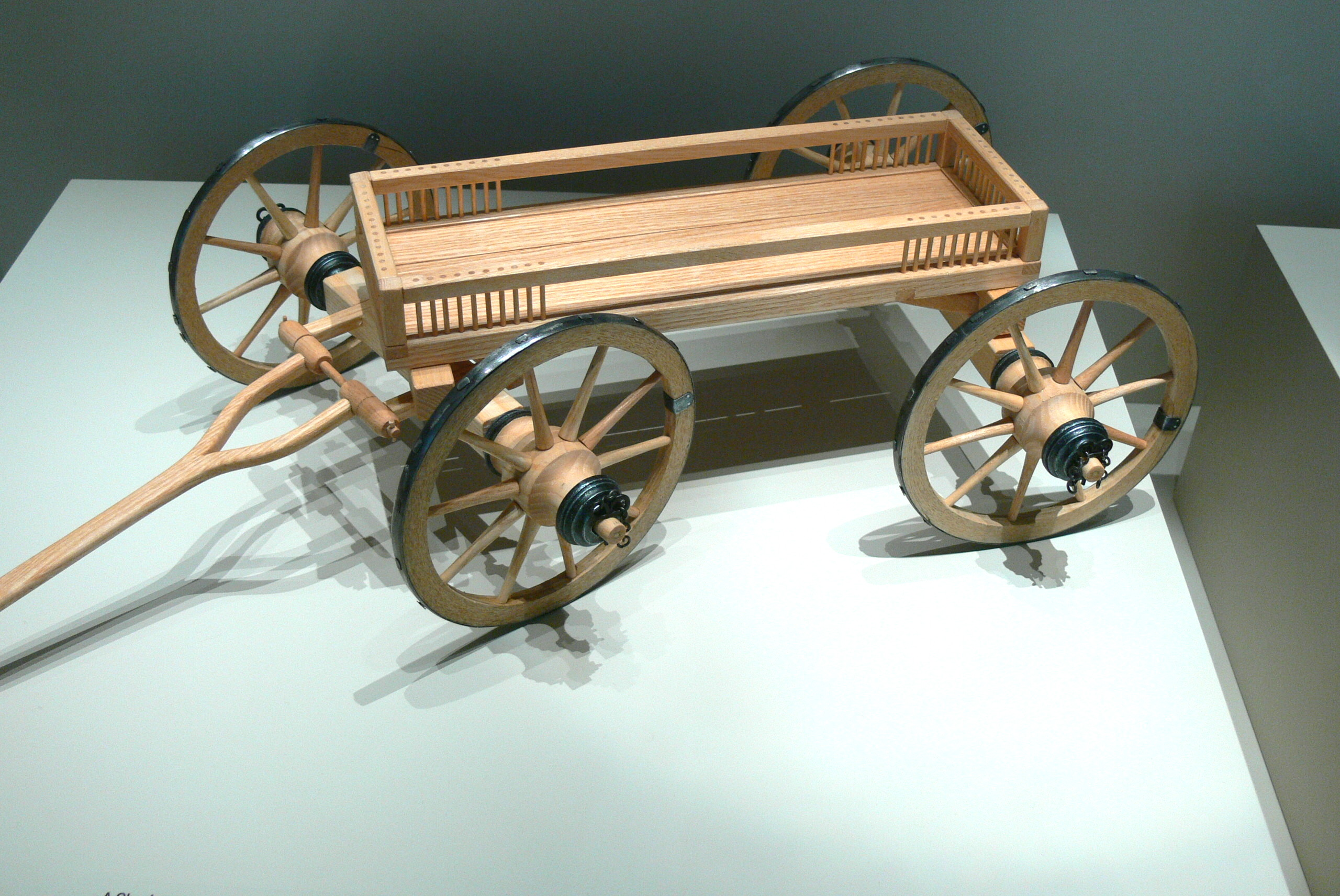
Reconstruction d'un char de la période de l'Hallstatt final.

Il s'agit d'un char dit « de parade » de type hallstattien en bronze manufacturé par technique de laminage. Il se présente lors de sa découverte sous forme de pièces détachées ; il est par la suite reconstitué et restauré au musée archéologique de Côme.
Il est muni de quatre roues identiques, en bronze, chêne et fer. Une seule est retrouvée intacte. Les trois autres dans un état fragmentaire, ont dû faire l'objet d'une restauration. La circonférence des roues mesure 96 cm. En outre, ces dernières possèdent chacune dix rayons en bronze ayant une forme de boyau. Par ailleurs, elles sont cerclées de fer. Les analyses et études de Luigi Peronne et de son équipe ont déterminé qu'elles s'en trouvaient ainsi renforcées lors de leur utilisation,,,.
Les autres pièces du char sont également ouvragées en bronze laminé et par ailleurs ornementées (notamment les balustrades et la caisse du véhicule). En outre, cette caisse est de taille importante en regard des autres éléments,,. Elle renfermait une urne cinéraire, lors de sa découverte,,,. Ce véhicule de parade est  également doté d'une lame travaillée au « au repoussé »,.
On estime que le char de la sépulture « III/1928 » de Ca' Morta a été réalisé dans un atelier de charron situé à proximité du lieu de la découverte.

### Le kylix
Le kylix (ou calice de type grec) est identifié comme possédant une origine attique par le professeur Raffaelle Carlo De Marinis. En bronze coulé et décoré par incision au moyen d'une spatule, c'est un vase qui présente des motifs « à figures rouges ». Ce kylix semble être le seul exemplaire attesté en contexte funéraire sur le territoire golaseccien. Par ailleurs, l'ustensile à boisson est muni d'un pied d'une hauteur notable. Sa composition, après analyse de plusieurs fragments, se révèle être homogène : la teneur en étain et en cuivre, les deux métaux constitutifs de l'alliage, est en tous points de l'objet, constante,.
Non répertorié au cours des premières fouilles de 1928, celui-ci a été retrouvé seul en 1930, lors d'un second chantier de recherches. Il permet d'établir une datation plus précise de la fondation de la sépulture ; ainsi, la chambre funéraire et son viatique sont associés à la période de Golasecca III,.

### Le casque
Un casque de type Negau,,,, de la période Golasecca III a été découvert dans la tombe à incinération. Cet artéfact archéologique est ouvragé en bronze au moyen d'une technique de « laminage par superposition » de feuilles de tôle martelées. Le casque a une forme circulaire à sa base, tandis que son sommet présente un aspect conique. Sa hauteur totale est d'environ 17 cm et le diamètre de sa partie inférieure mesure 21,3 cm. Certaines feuilles de bronze recouvrant la partie médiane du couvre-chef ont été corrodées et il n'en demeure que des fragments. Il est exposé au musée archéologique Paolo Giovio à Côme. D'autre part, la pièce d'armure retrouvée incorporée à la fosse de la sépulture « III/1928 » de Ca' Morta est très probablement issue d'un atelier métallurgique de type étrusque. La datation par le carbone 14 permet de situer sa fabrication aux environs du milieu du VIIIe siècle av. J.-C..

### L'urne funéraire
L'urne funéraire, qui renferme les cendres de la défunte, est un artéfact de type biconique muni d'un couvercle. Réalisée en bronze laminé, elle mesure 30 cm de circonférence sur son ouverture et présente deux ébréchures dans sa partie supérieure. L'urne était sise dans la caisse du char funéraire cultuel,,. Le vase cinéraire présente un style et une morphologie propres à la culture de Golasecca type « GIIB / GIIIA1 ». Durant cette période de la région environnante du sud du lac de Côme, les rites funéraires par incinération de la personne défunte semblent avoir été un usage constant. Plus particulièrement le pôle Côme/nécropole de Ca' Morta acquiert dès le milieu du VIe siècle av. J.-C. une remarquable activité de production d'urnes dites « biconiques », héritage artisanal de l'Étrurie,,.
D'autre part, le contenant cinéraire affecte des motifs ornementaux en hachures pratiqués au moyen d'une spatule par procédé d'« incise à chaud » du matériau métallique,,.

### Les objets d'apparat

#### La pendeloque
Une pendeloque témoignant d'une richesse matérielle et technologique importante a été extraite des couches sédimentaires de la fosse mortuaire. Les analyses des propriétés physiques et chimiques des matériaux constituant l'objet d'ornement, indiquent de manière univoque qu'il est ouvragé d'or et d'argent,,. L'artéfact d'apparat procède d'un style de type étrusque, ; sa fabrication n'est vraisemblablement pas intégralement locale,. Par ailleurs, ce dernier est pourvu d'un sceau, orné de circonvolutions de type étrusque,.
Outre ce bijou remarquable, la fouille de la sépulture a permis de découvrir d'autres objets d'apparat, tels des « armilles » manufacturés en bronze laminé, ainsi que des boucles d'oreilles ornées de perles,,,.

#### Les bracelets et colliers
En sus du pendentif, les équipes d'archéologues ayant fouillé le caveau funéraire de Cà' Morta ont mis au jour des objets d'apparat. De nombreux bracelets de cheville et de bras de type serpentiforme ont ainsi été identifiés. Les chercheurs ont également répertorié des grands colliers ouvragés en bronze d'une grande qualité d'exécution.

### Les autres objets de l'instrumentumfunéraire
Le mobilier funéraire de la fosse golaseccante a également fourni un grand nombre d'objets d'importation étrusque, grecque, « hallstatto-orientale » et italique. Globalement, ces artéfacts archéologiques montrent une grande opulence en raison de leur haute qualité d'ouvrage et de technicité artisanale, mais aussi en raison des matériaux ayant servi à leur création. Parmi ces offrandes mortuaires, on distingue ainsi une phiale étrusque ouvragée en or ; de nombreuses fibules en bronze arquées à pied large et spiralées, appartenant à la culture hallstatto-orientale ; des œnochoés, dont certaines présentent des caractéristiques de « type Schnabelkanne » et des vaisselles d'importation grecque ; un disque en bronze travaillé par une technique dite « au repoussé », dont la partie extérieure est ornementée,.
Par ailleurs, la tombe nord-italienne contenait un stamnos en bronze. Ce dernier, identifié comme d'origine étrusco-villanovienne, est orné de motifs dits « à figures rouges », et dont l'usage, compte tenu du contexte chronologique de la tombe de Ca' Morta, pourrait s'apparenter à celui d'une urne funéraire,.
D'autre part, le caveau funéraire a produit une abondante vaisselle dont divers morceaux ou éléments de poterie en « sculpture incisée ». Les archéologues ont répertorié une large situle en bronze munie d'un couvercle provenant d'un atelier de métallurgiste golaseccien. Le récipient affiche des décorations à motifs poinçonnés,.
En outre, la fosse présentait de nombreuses occurrences de tessons de céramiques italiques issues de la Grande Grèce et présentant des motifs d'ornementation dits « à figures noires »,.
Enfin, les archéologues ont identifié une large vasque provenant d'Étrurie. Cette dernière est confectionnée en bronze laminé. Sa partie supérieure a une forme dite « à rebord ». Il a été démontré que le récipient d'ablutions rituelles et le couvercle stamnoïde, également découvert dans la tombe de Cà' Morta, constitueraient les deux parties d'un seul et même objet. De facto, les deux éléments procèdent d'une conception artisanale identique. De surcroît, ces derniers se manifestent par des tailles et des morphologies qui permettent de les encastrer l'un à l'autre,.

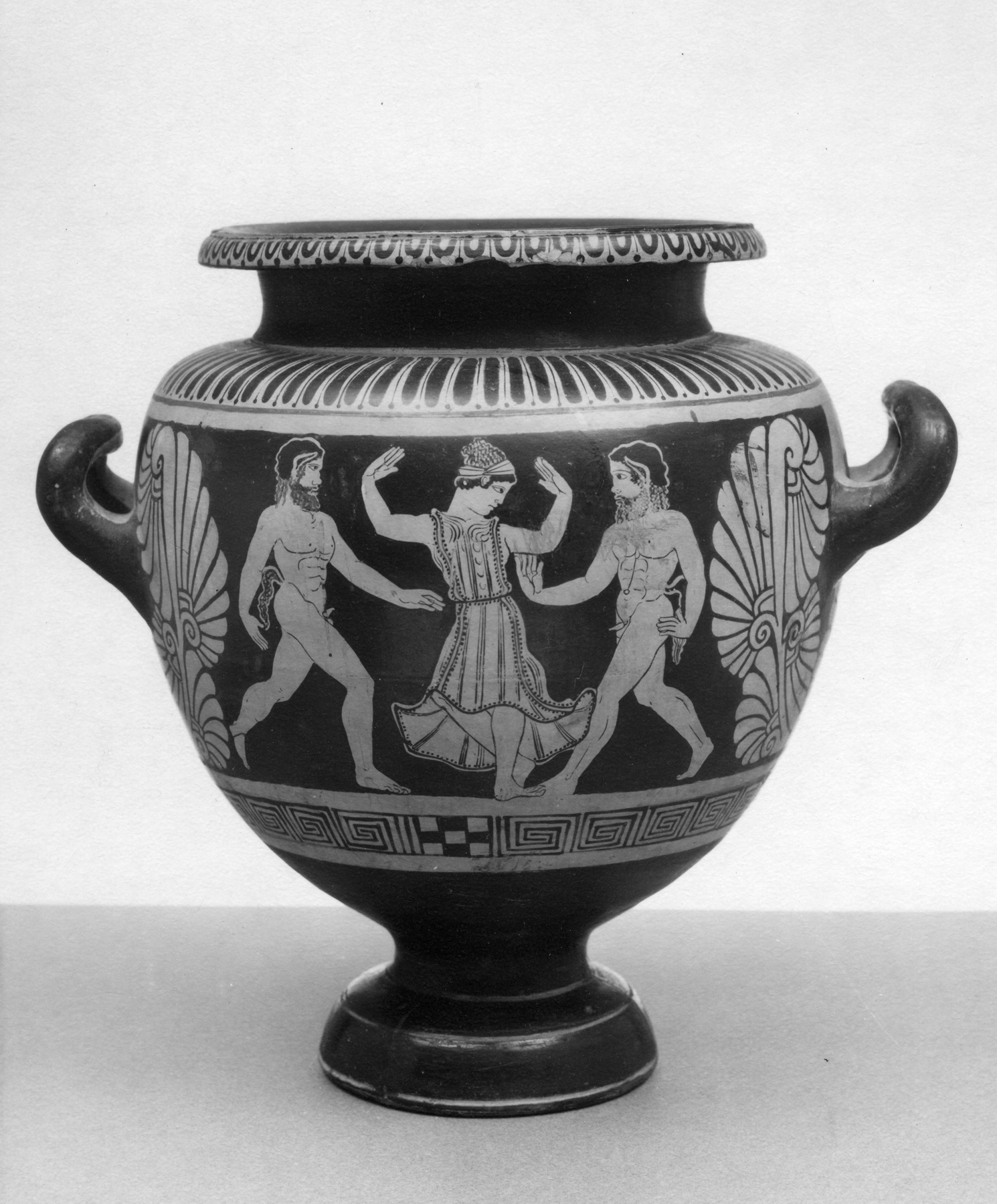
Stamnos d'origine étrusque « à figures rouges ».
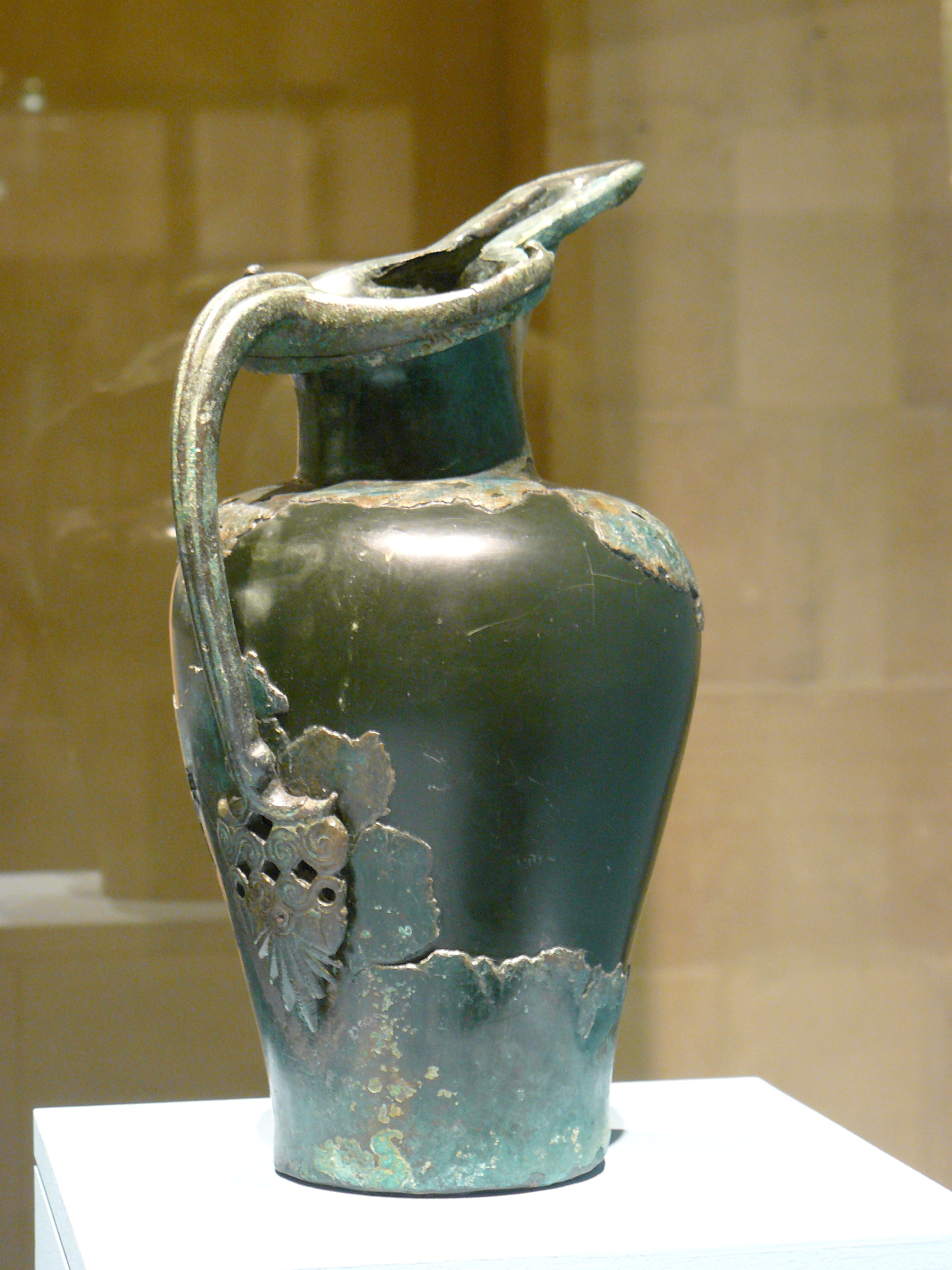
Œnochoé de type « Schnabelkanne».
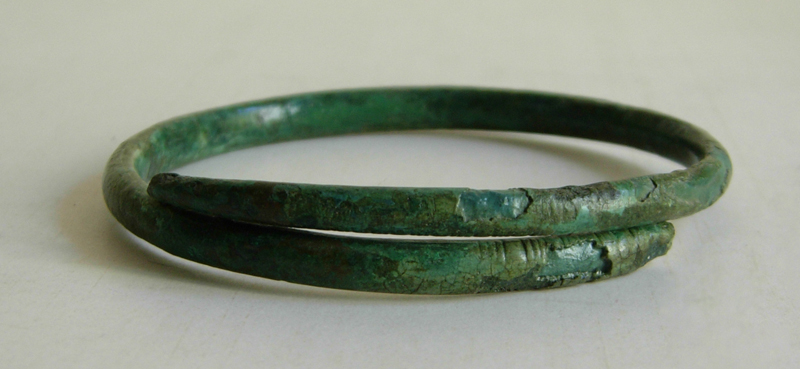
Bracelet d'apparat serpentiforme en bronze « Golasecca II A ».
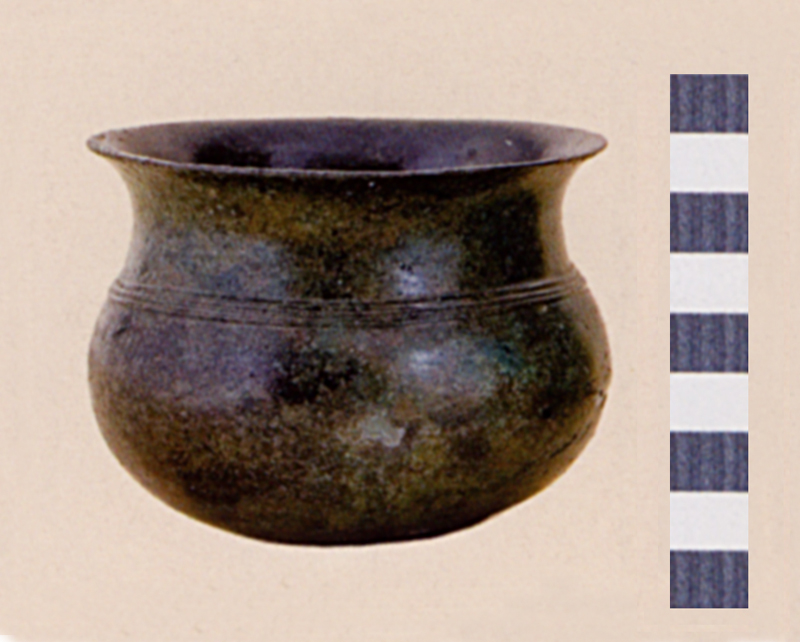
Vaissellerie à boire en bronze fusionné faisant office d'urne cinéraire, période « Golasecca II A ».

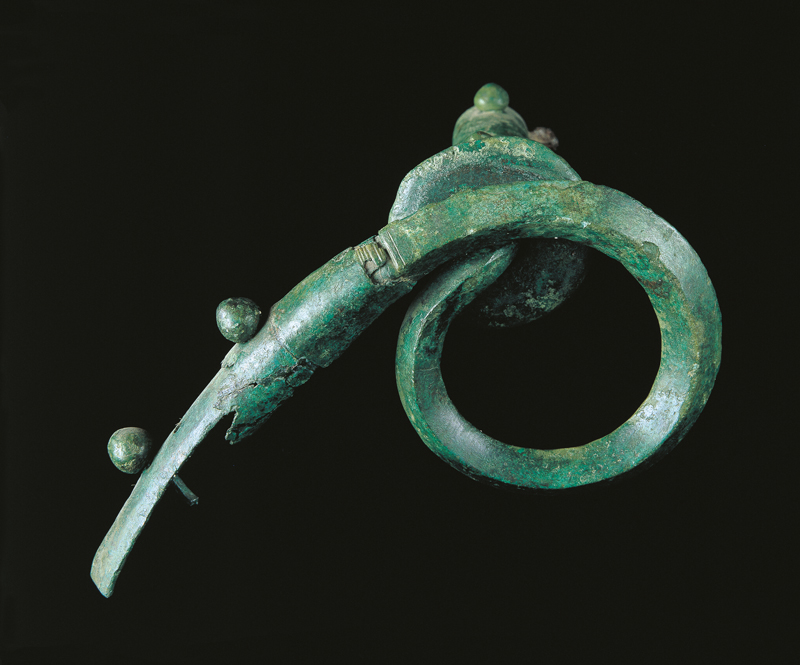
Fibule en bronze.
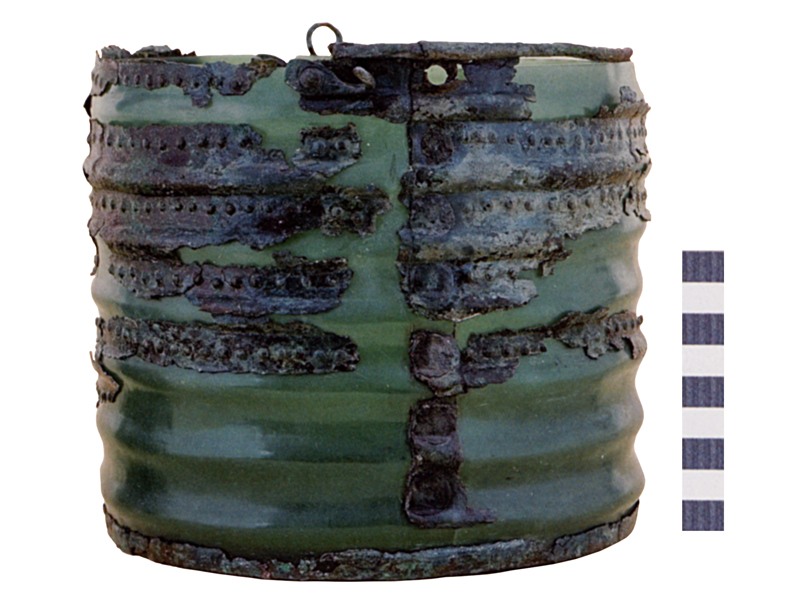
Ciste cinéraire « à cordons », période « Golasecca II A ».
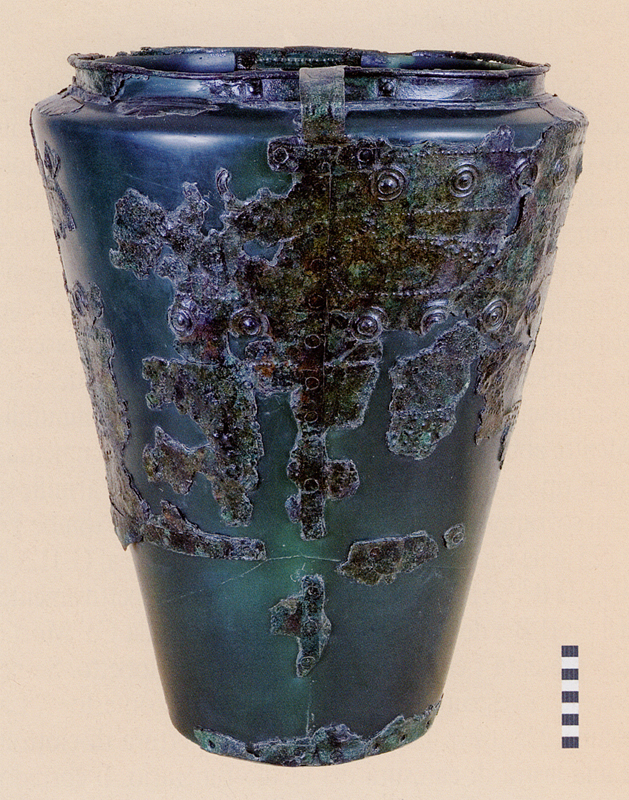
Situle en bronze de type « Golasecca II A ».
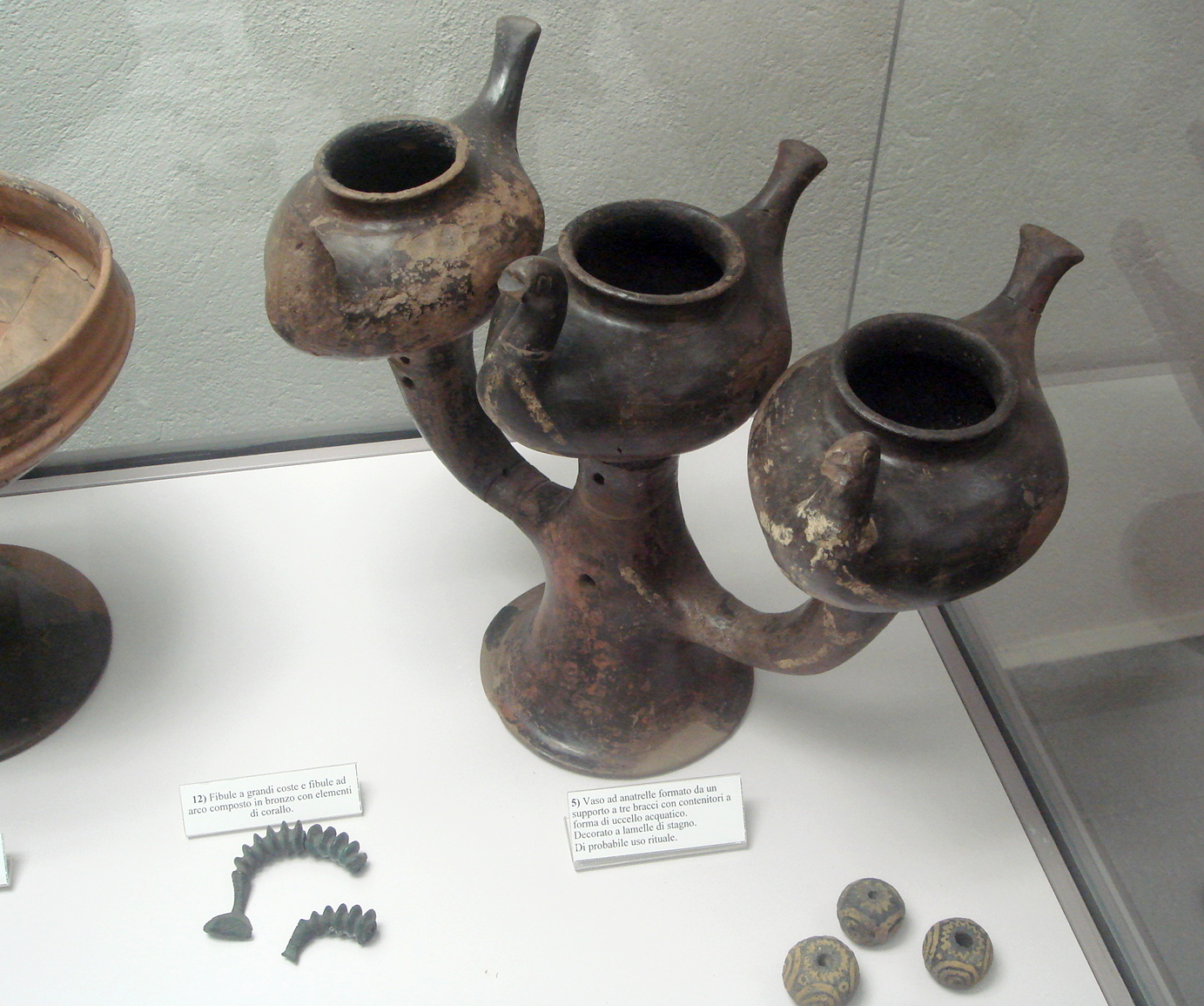
Céramique issue d'un atelier golaseccien (seconde moitié du VIe siècle av. J.-C.).

## Lecture et interprétation du mobiler funéraire

### Relations avec la cité celte de Vix/Mont Lassois
En 2013, une équipe française d'archéologues conduite par Bruno Chaume, directeur du programme international Vix en Bourgogne, se voit conviée au musée archéologique Paolo Giovio à Côme afin de confronter les résultats et analyses des trousseaux funéraires des sépultures de Vix et de Ca' Morta. De prime abord, les deux mobiliers funéraires arborent de singuliers point communs. Pour exemple notable, les deux stamnos ainsi que les deux grands bassins (en bronze et de provenance étrusque) sont quasiment identiques tant par leur forme générale que par leur méthode de fabrication,.

Le char funéraire de type hallstattien de la tombe de Vix.
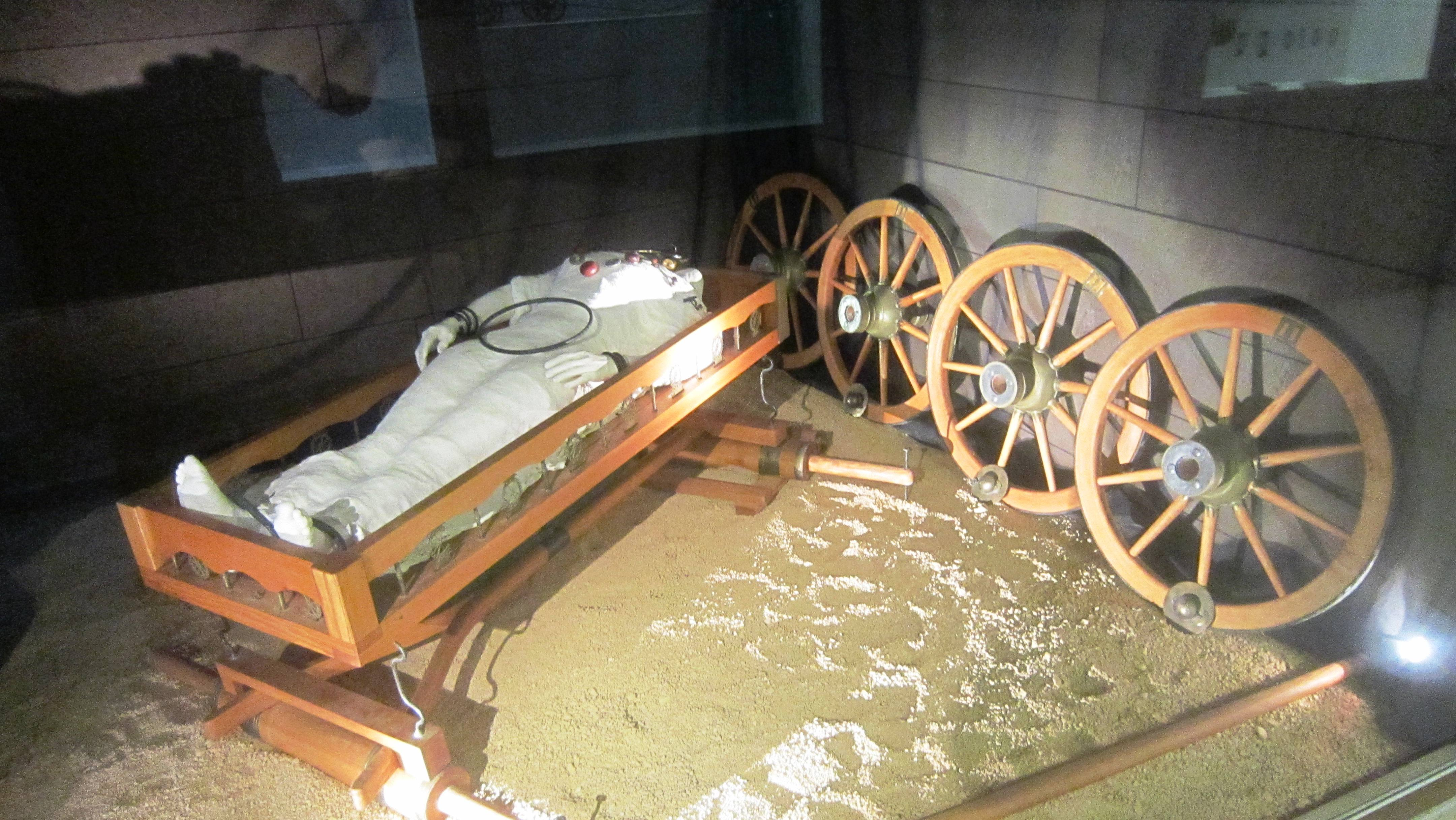
Le char de faciès culturel « Hallstatt D » découvert dans la sépulture de Vix[N 38].

La confrontation des données recueillies par chaque équipe de recherche s'oriente essentiellement sur les chars. À l'instar de celui de la tombe de Ca' Morta, le char d'apparat de Vix se présente au sein de la fosse funéraire, en pièces détachées, également ouvragées en bronze laminé, possédant quatre roues pareillement constituées de bronze laminé et de bois de chêne,,.
Dans un premier temps, les deux équipes de chercheurs concluent à une certaine analogie dans les physionomies des deux chars. En poussant les analyses comparatives, ils établissent également que le style et les techniques artisanales de charronnerie requises pour l'élaboration de nombreuses pièces constituant les véhicules rituels manifestent, si ce n'est un unicum, du moins une très importante similitude (notamment concernant les éléments de char tels que les balustres et les plaques de la caisse, les moyeux et la coque). Les ornementations de ces dernières sont considérées comme effectivement très proches,.
Concernant le char de Vix, l'archéologue français Stéphane Verger établit le fait suivant :

« Le seul véhicule semblable connu est celui qui a été mis au jour dans la tombe du char de la Ca' Morta, à Côme. »

— Stéphane Verger
D'une part, les personnes défuntes sont toutes deux de sexe féminin ; l'une est inhumée, l'autre incinérée. D'autre part, pour chacun des deux faits archéologiques, les rites funéraires procèdent du même type d'incorporation : la défunte repose à l'intérieur de la caisse du char,,. En raison du nombre d'indices et de preuves concordants, les deux équipes d'archéologues ont pu établir une probable interaction entre le territoire de l'oppidum de Vix / Mont Lassois et celui du site comasque de Ca' Morta,,.

### Relations avec d'autres cités celtes telles que Hochdorf
« Les indices de contacts avec le monde transalpin sont nombreux et c'est de la nécropole dite de Ca' Morta que provient un des chars d'apparat funéraires à quatre roues les plus récents, daté du Ve siècle av. J.-C. »

— Venceslas Kruta
D'autres équipes d'archéologues ont pu mettre en évidence de nombreuses tombes à char, géographiquement dispersées dans la moitié ouest de la zone couverte par la civilisation de Hallstatt et appartenant à des territoires distants de Ca' Morta de 400 à 500 kilomètres. Ces multiples occurrences de sites funéraires « à char » sur le territoire de la koinè celtique présentent, à l'instar de celui de la tombe de Vix, de nombreux éléments communs avec celui de Ca' Morta. Outre les similarités relatives, d'une part au style des ornementations, d'autre part aux matériaux utilisés pour chaque élément du véhicule, des spécialistes ont également mis en évidence un procédé de déposition identique à l'ensemble des cas répertoriés. De facto, il s'agit régulièrement d'une incorporation du défunt ou de la défunte dans la caisse du char,. Pour autant, bien que les restes soient toujours incorporés à la caisse du char, quelques différences notables apparaissent régulièrement concernant les modalités du rituel funéraire : la personne morte est soit incinérée et placée dans une urne, soit inhumée,.
L'exhumation en 2012 du complexe funéraire du Moutot à Lavau, près de Troyes, peut être évoquée sous ce même angle,,.
D'une manière générale, les pièces archéologiques mises au jour à Ca' Morta, dont notamment le char processionnel, sont proches, tant par leur nature que par leur style, d'autres mobiliers appartenant à des sépultures ou des tombes de culture celte de la période hallstattienne. Une autre série de tombes à char peut témoigner de ces concordances : la sépulture de Hochdorf, la tombe de Reinheim, la sépulture de Kleinaspergle ou celle de Waldalgesheim,,,.
Dans le cas particulier de Hochdorf, il est par ailleurs remarquable que les ornementations de la kliné (genre de banquette grecque antique),, sur laquelle repose le défunt, mais également les pendeloques auxquelles sa sépulture est associée, sont typiquement golaseccantes. Ceci implique que la fabrication a été réalisée dans un atelier situé au sein même de l'aire du faciès archéologique de Golasecca. Par ailleurs, les cistes à cordons retrouvées in situ dans la sépulture de Hochdorf sont considérées comme provenant du même atelier que celles de la tombe de Ca' Morta,.
Enfin, l'ensemble de ces sites funéraires présente généralement des indices significatifs suggérant une destination princière.

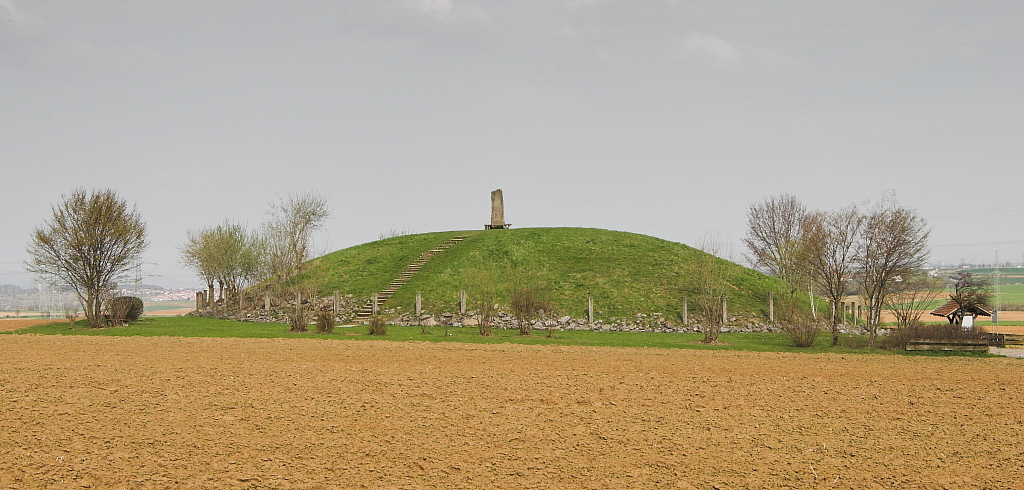
Le tumulus du Hochdorf.
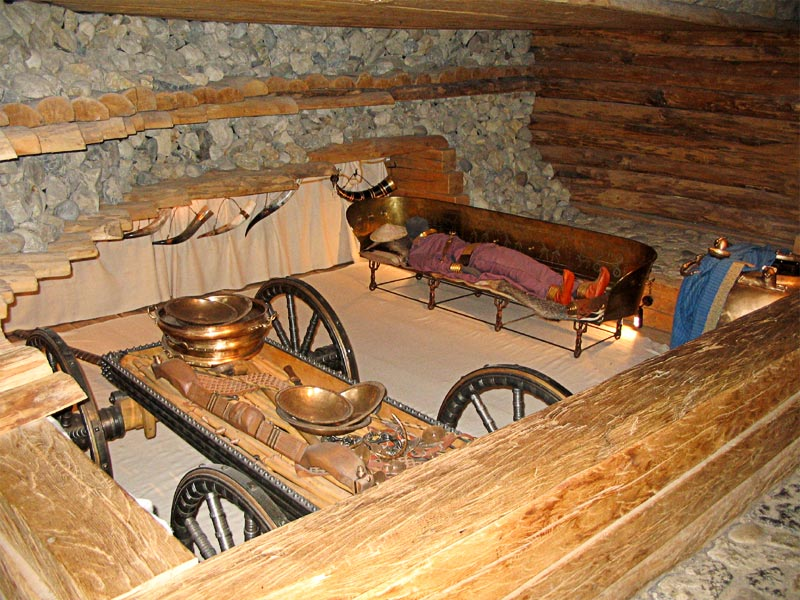
Le char du Hochdorf (musée d'Erdingen).
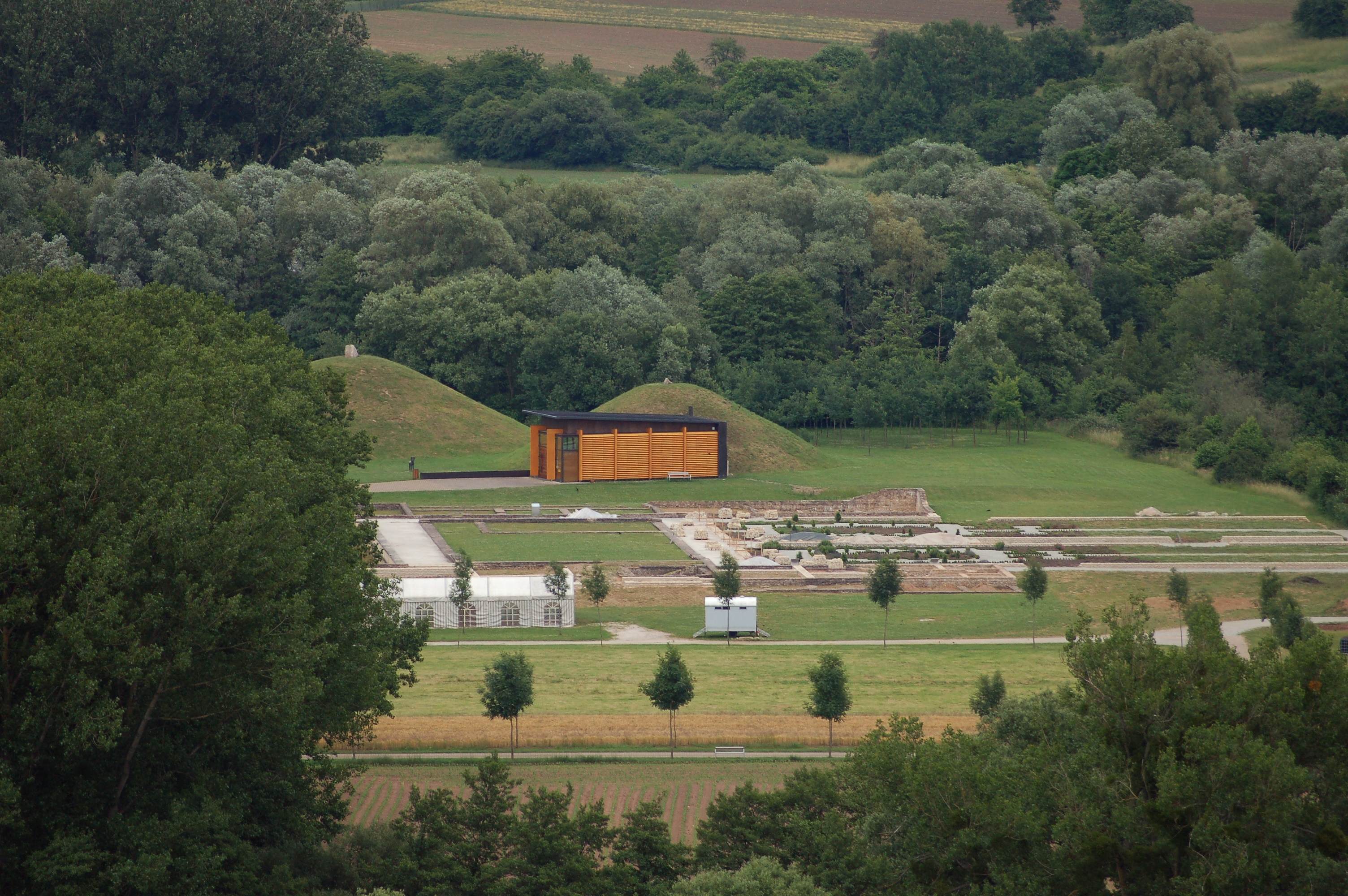
Le parc archéologique de Bliesbruck-Reinheim.

L'ensemble de ces observations suggère des liens directs entre le pôle comasque et les sites outre-alpins. Cependant, il est nécessaire de nuancer ces constats. Ce phénomène de relations à grandes distances ainsi que les causes pouvant l'expliquer demeurent, compte tenu de ces seules données (les similitudes observées), probables mais hypothétiques. En l’occurrence, les similarités physionomiques entre le char de Ca' Morta et l'ensemble des chars actuellement identifiés et répertoriés ne constituent pas des preuves directes et indubitables de relations inter-terriroriales.
Pour expliquer ces concordances manifestes entre la tombe de Ca' Morta et les sépultures de la keltiké outre-alpine, il faut mettre l'accent sur un événement important de l'histoire comasque. En effet, les invasions celtiques en Italie du Nord vers 600 av. J.-C. accréditent de façon probante la présence d'éléments celtes au sein de ce territoire nord-italien. Ce phénomène invasif a eu pour conséquence l'apport de composantes celtisantes, de nature culturelles et politiques, sur les populations de culture golaseccienne vivant à Côme ou aux alentours,,,.
Dans un second temps, il est essentiel de prendre en considération le statut de carrefour de cette région alpo-lépontienne,,. À cette époque, le Xe siècle av. J.-C., la région nord-italienne est une aire de flux commerciaux d'importance internationale,,. À ce titre, dans le cadre historique de l'Hallstatt moyen à récent, les routes fluviales ou terrestres jouent un rôle économique certain,,. Plus particulièrement, la région comasque apparaît comme l'un des nœuds névralgiques de ce réseau territorial. Cette position géostratégique de la région de Côme lui confère un rôle commercial d'importance en la plaçant sur une voie de communication incontournable entre l'Europe du Nord (civilisation de Hallstatt) et l'Europe du Sud (civilisation italique, civisation étrusque et civilisation grecque archaïque). La position de carrefour du pôle comasque corrobore l'hypothèse de contacts entre cités princières telles que celle de Vix, de Hochdorf et des autres centres urbains celtes précédemment évoqués. Ainsi, les exemples des cistes dites « à cordons » ouvragées en bronze, ou encore de la kliné du char retrouvées sur le site funéraire de Hochdorf évoqués ci-avant viendraient corroborer la thèse d'une exportation en provenance du territoire golaseccien et plus particulièrement de la région de Côme/Ca' Morta,,,,.

« Cette « celtophonie » de Côme à l'époque de la culture de Golasecca explique probablement son développement et sa richesse, car l'agglomération était l'intermédiaire idéal dans les trafics commerciaux entre la péninsule et le monde celtique transalpin. »

— Venceslas Kruta

### Relations avec lacivitasBituriges Cubiiet l'oppidum d'Avaricum

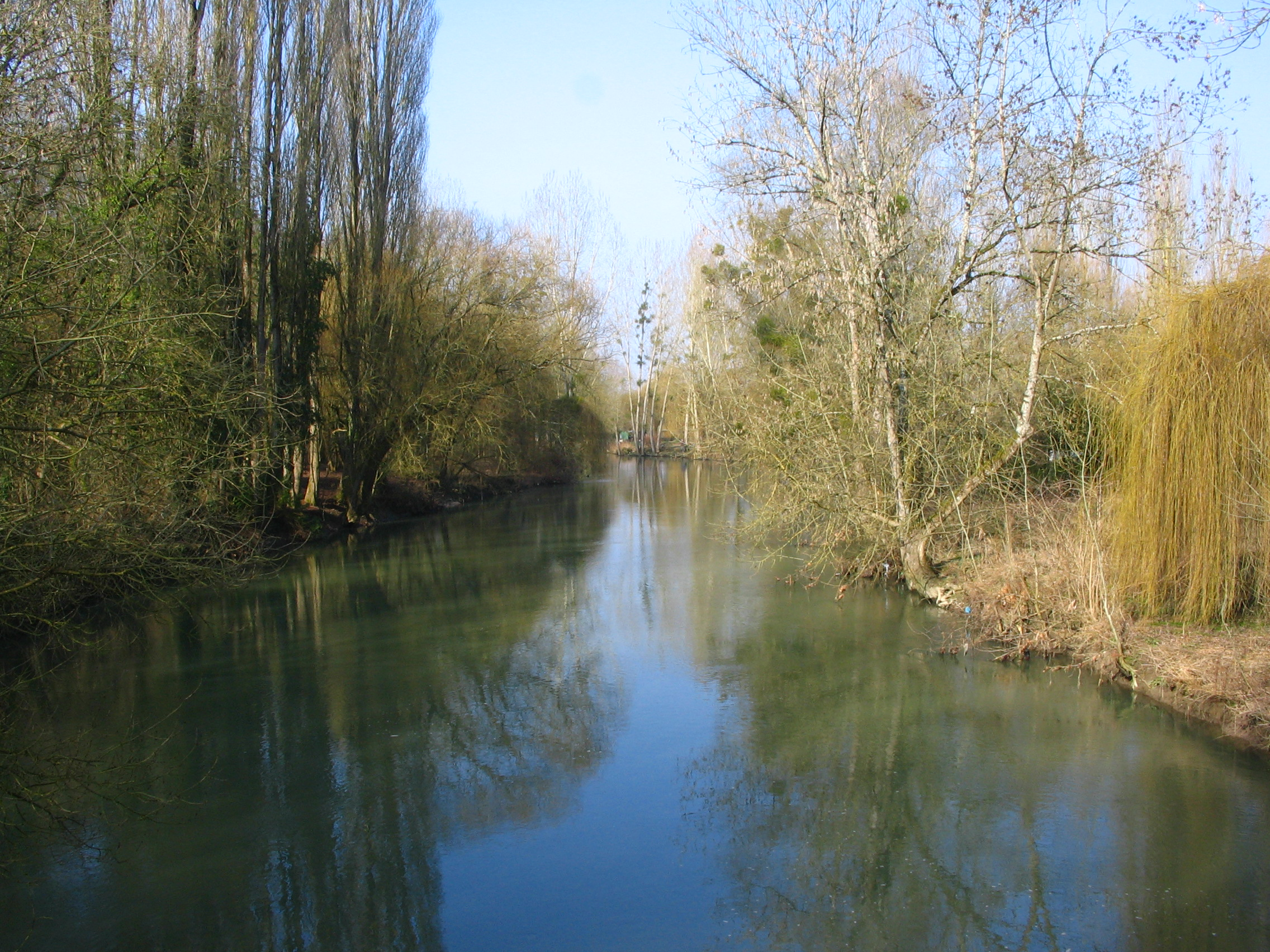
Cours d'eau de l'Yèvre, affluent du Cher[N 48].
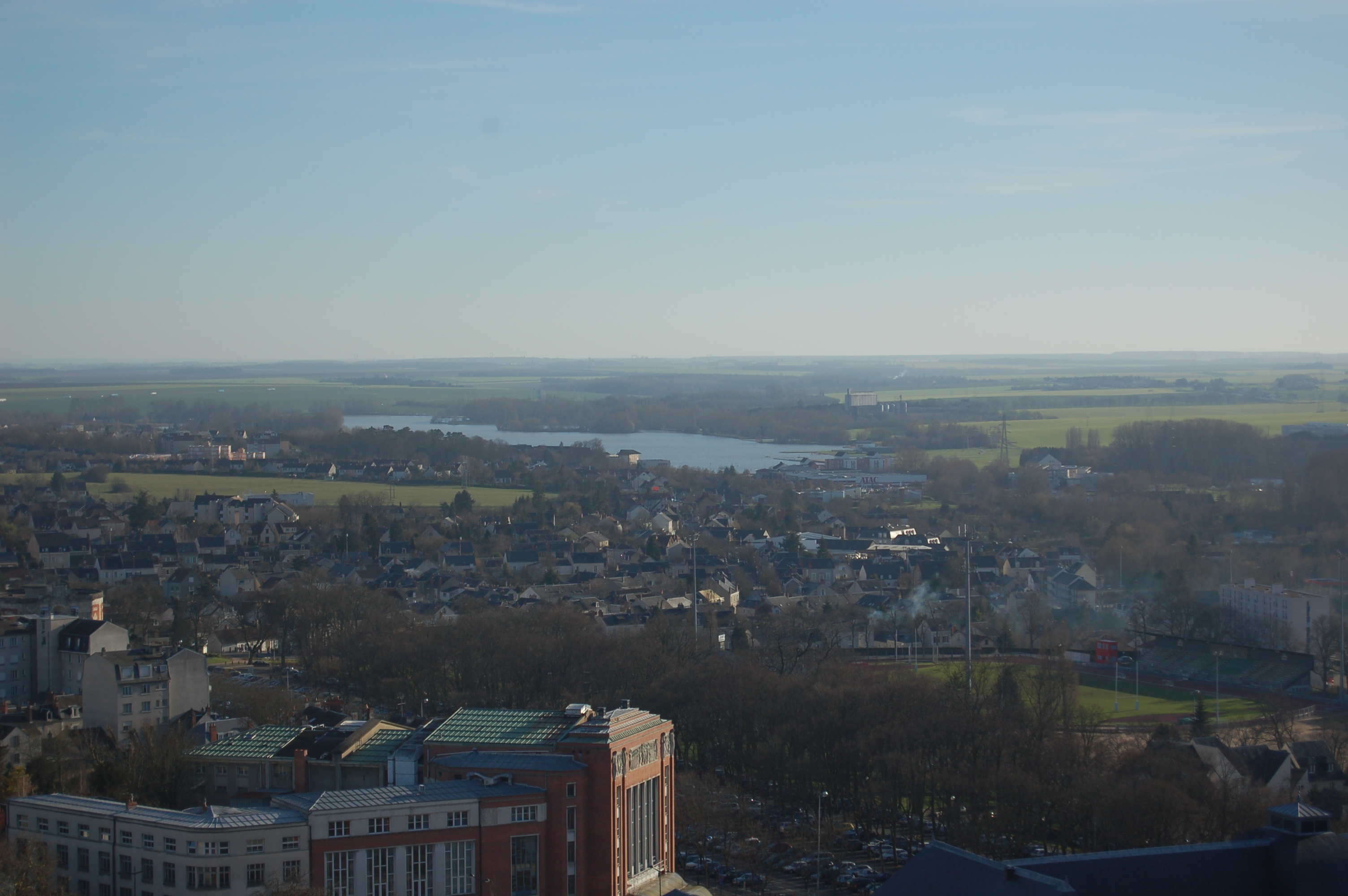
Vue panoramique des alentours de Bourges-Avaricum[N 49].

Dans ce même cadre de lecture, de nombreuses tombes inventées au sein de nécropoles de type hallstattienne dans l'agglomération de Bourges/Avaricum, dans le Cher affichent des mobiliers funéraires comportant des artéfacts de faciès culturel propre au Golaseccien oriental,,. Ces nombreuses occurrences matérielles confirment de façon indubitable l'existence de relations politiques, économiques et culturels entre le pôle urbain Bituriges Cubii d'Avaricum et le site princier de Côme/Ca' Morta,,.
Pour autant, il est envisagé que ces liens aient largement excédé le seul cadre politico-économique stricto sensu. Concrètement, les deux communautés princières, stimulées par ce processus d'échange international, ont probablement établi de nombreux rapports d'hospitalité, voire matrimoniaux. Ainsi, un grand nombre de tombes dites à char localisées dans l'agglomération de l'oppidum d'Avaricum, et notamment dans le cas particulier de la sépulture du Dun-sur-Auron, font état du caractère intrinsèquement intime de ces deux cités princières. La sépulture de la route de Dun a livré notamment des parures féminines ouvragées de bronze et d'or, mais également des pendeloques de cursus archéo-culturel typique du « Golasecca IIC / Golasecca IIIA » au Ve siècle av. J.-C. Les éléments constituant l’instrumentum de cette tombe à incinération, laissent entendre que le personnage défunt soit une femme, probablement de souche nord-italienne à substrat culturel Golaseccien oriental et de rang social de type princier. Cette dernière aurait été l'épouse d'un chef de guerre Bituriges Cubii d'un niveau hiérarchique notable (probablement un membre de l'élite aristocratique),. Le matériel archéologique fourni par la fosse mortuaire biturige témoigne de similitudes flagrantes avec celui de la tombe Ca' Morta. Sous cet angle, le postulat selon lequel les deux pôles princiers ont noué au cours du Ve siècle av. J.-C. des rapports interethniques privilégiés acquiert une envergure et une crédibilité explicites,,.
En réponse à ces observations et concernant les relations existant entre la Gaule centrale et le territoire nord-italien de Golasecca/Côme, l'archéologue Pierre-Yves Milcent argumente :

« [...] l'intégration, moyennant quelques adaptations, de pratiques funéraires nord-italiques en Gaule centrale, impliquent l'établissement de relations avec l'Italie du Nord qui ne se limitaient pas à de simples trafics d'objet de luxe circulant de proche en proche. Des individus, hommes et femmes, se sont déplacés pour établir des contacts directs, économiques et culturels, mais durent également contracter des relations d'hospitalité, des alliances matrimoniales, politiques et militaires entre les deux régions. »

— Pierre-Yves Milcent[réf. incomplète]

### Mise en perspective géographique
La carte qui suit recense et met en perspective les principaux sites princiers du Hallstatt final et laténiens A de type tombe à char ayant eu des relations commerciales et politiques avec le territoire golaseccien et les trois principaux pôles exportateurs de cette époque,
| a e b c d z Sticna n y Etrurie Cité étrusque de Pufluna Massillia i j Grèce k l n o x p Heuneburg w q r s t u v e z1 z2 z3 z4 z7 z6 z5 |

Légende :
Les deux principaux pôles golasecciens et Mediolanum sont symbolisés par les cercles rouges ;
Les principaux sites celtes sont représentés par les triangles rouges ;
Les trois pôles exportateurs non-celtiques sont symbolisés par les cercles jaunes.

## Le personnage défunt de la tombe de Ca' Morta

### Son statut social et son sexe
L'opulence manifeste de l'instrumentum découvert sur la « scène funéraire », indique que la personne incinérée est dotée d'un statut social élevé. Sous cet angle, cette donnée tend à suggérer qu'il s'agit d'une personnalité princière. En outre, les objets d'apparat, tels le pendentif frappé, les colliers en bronze et argent, ou les boucles d'oreille à perle confirment que le défunt est une femme.
Dans ce cadre, et concernant la société golaseccante du Ve siècle av. J.-C., l'archéologue italien Raffaele Carlo de Marinis précise que :

« [...] les tombes les plus riches de Golasecca sont sans aucun doute les tombes féminines. Cela est dû soit à l'histoire des découvertes, soit plus probablement à un phénomène semblable à celui qui caractérise la culture d'Este où l'ostentation de la richesse, au moins dans le domaine funéraire, devient désormais une prérogative féminine. »

— Raffaele Carlo De Marinis[réf. incomplète]

### Son origine ethnique et son substrat linguistique
Des marqueurs archéologiques forts, témoignant d'un processus de « celtisation » du territoire nord-italien, sont attribués, pour les plus archaïques, à l'âge du bronze moyen,,. Ils démontrent sans ambiguïté un enracinement profond et ancien de la « celticité » des peuples implantés dans la zone d'influence de Côme / Cà'Morta,. Toutefois, ce phénomène n'est pas marqué par une continuité absolue dans le temps. Plusieurs vagues migratoires de tribus celtes s'échelonnèrent du XVe  au IIIe siècle av. J.-C.. Ces mouvements de populations ont ainsi généré différentes phases culturelles : la culture dite de « Canegrate » ; la « proto-culture Golasecca » ; la culture de Golasecca et enfin, la culture laténienne moyenne et récente,. De surcroît, il faut souligner les interactions qui ont existé entre les peuples antiques de l'Italie du Nord et l'Étrurie (dans une moindre mesure la Grèce archaïque et les ethnies Italiques). Des apports certains provenant de ces sphères d'influence se retrouvent au sein des communautés celto-italiotes. Ces contributions sont présentes dans de multiples domaines culturels. Les domaines linguistiques, funéraires, artisanaux et ethniques ont ainsi subi de fortes influences de la part de ces civilisations non celtiques.
Des analyses génétiques, épigraphiques,, et linguistiques,,,, (dans le cas particulier du pôle Côme / Ca' Morta, il s'agit du lépontique), effectuées sur l'ensemble des occurrences matérielles recueillies sur le territoire comasque, révèlent que la tribu implantée sur le site de Côme / Cà'Morta au premier et au second âge du fer, présente des caractéristiques culturelles et ethniques orobiennes. Les Orobiens (également appelés « Orumbovii » ou « Orobii », par les Romains), à l'instar des Insubres ou des Lépontiens, sont apparentés aux Ligures, voire aux Celto-Ligures. De facto, des sources littéraires antiques,,, appuyées par la mise en évidence de nombreux faits archéologiques, tendent à confirmer que ce peuple celto-italiote s'est implanté dans une aire géographique couvrant la partie médio-septentrionale de l'Italie. Cet établissement territorial se serait effectué entre la fin du VIIIe siècle av. J.-C. et le début du VIIe siècle av. J.-C.. Des études archéologiques ont d'une part permis de déterminer l'implantation exacte des Orobii au sein de la sphère territoriale comasque au cours de l'ensemble du premier âge du fer et d'autre part, entériné l'hypothèse selon laquelle cette tribu possédait une forme de culture golaseccante,,,.

Principales ethnies des cultures de Golasecca, de Hallstatt et de La Tène.
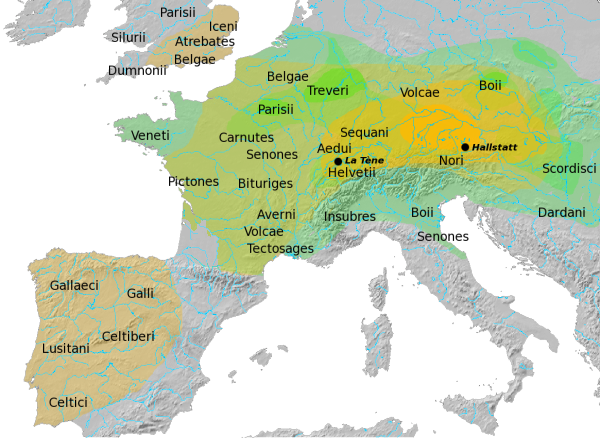
Principales ethnies de la civilisation de golaseccienne, hallstattienne et latèniennes.

Les investigations archéologiques, à la lumière de ces éléments, démontrent de manière indubitable que les migrations celtiques, réalisées au VIe et Ve siècles av. J.-C., ont largement contribué à l'ethnogenèse des tribus nord-alpines. Autrement dit, ce phénomène migratoire a eu pour conséquence l'émergence de nouveaux peuples celtes en Lombardie et au Piémont pendant l'âge du fer ancien et moyen. Ces événements ont tout particulièrement initié, l'ethnogénèse des populations insubres et orobiennes,, dont la connaissance historiographique est remarquablement riche d'indices archéologiques corroborés par un volumineux corpus de sources bibliographiques antiques : en particulier le Livre V de l'historien romain Tite-Live ; l'œuvre Géographie de l'auteur grec Strabon ; Bibliothèque historique (paragraphe 24, livre V et paragraphe 113, livre XIV) de l'historien grec Diodore de Sicile, ; le Guide géographique de l'historien Ptolémée, ; ou encore, l'Histoire romaine (livre V, paragraphes 33 à 35) du penseur romain Appien. Ces témoignages accréditent leur origine celtique,.

Cartes historiques des tribus implantées en Italie septentrionale : la Gaule Cisalpine vue par les Romains.
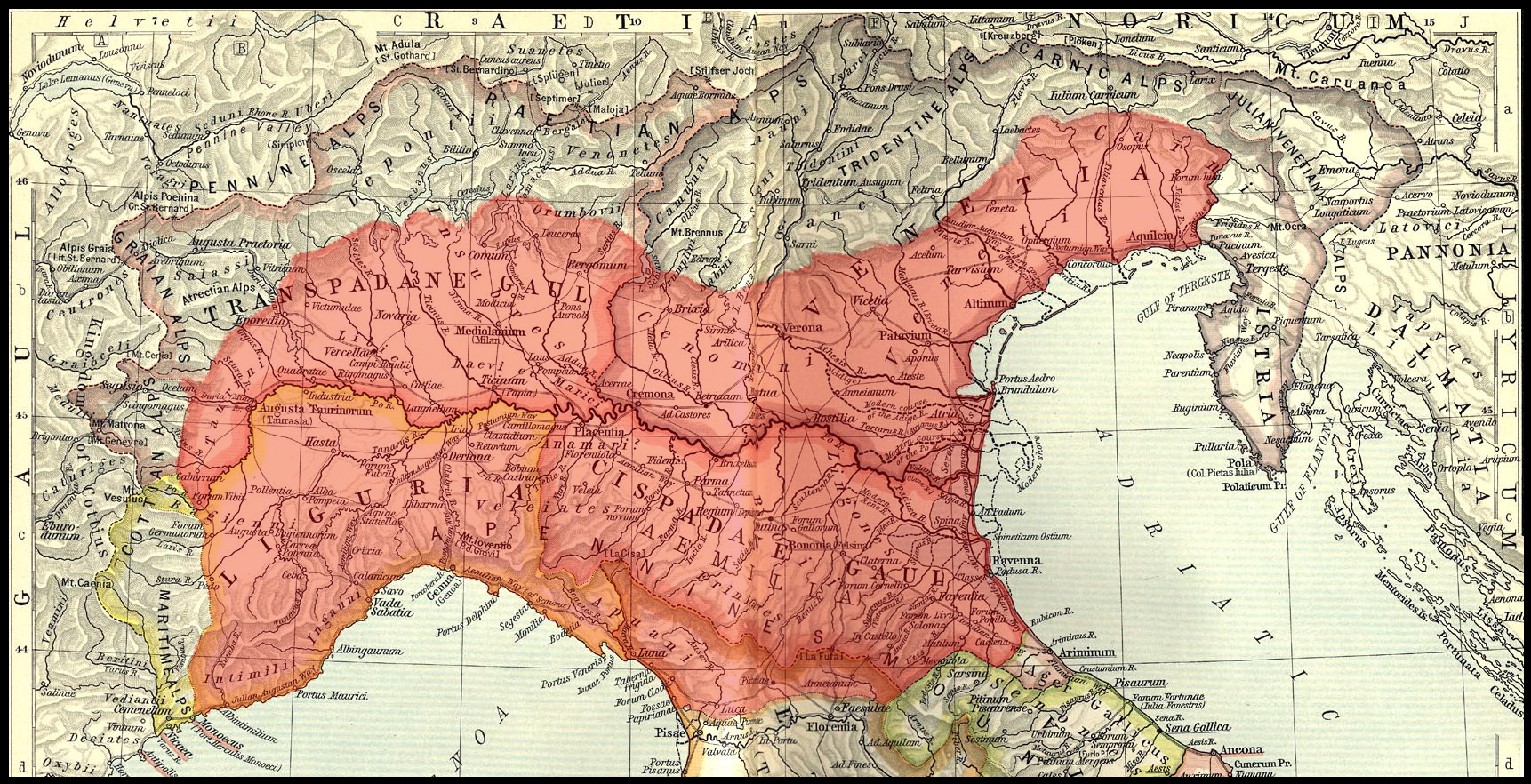
Carte historique de la Gallia Cisalpina[N 63].
Principaux peuples celtes de la péninsule italienne.

Dans cette perspective, ces arguments démontrent que les différentes ethnies constituant la population située dans l'aire géographique golaseccienne partagent un capital génétique et un déterminant culturel, linguistique, et artisanal celtiques incontestables,,,,.

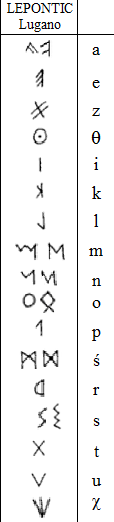
Alphabet lépontique, basé sur l'inscription de Prestino.

Relativement au rôle et au témoignage que constitue l'inscription de Prestino (épigraphie écrite en lépontique), à cette époque (Ve siècle av. J.-C.), et en ce lieu précis, l'historien Daniele Vitali, dans une allocution au Collège de France, conclut sa thèse : 

« Du point de vue d'une interpétation sociologique, cette inscription « publique », dans un contexte monumental destiné à la communauté civique de Côme, donne l'idée de l'importance de la langue « celtique » comme moyen de communication pour les individus celtophones (et alphabétisés) de cette « ville » au début du Ve siècle av. J.-C. »

— Daniele Vitali

Langue maternelle de la princesse de Ca' Morta.
Les groupes linguistiques de la péninsule italienne[N 67].

## Autres fouilles au sein de la nécropole de Ca' Morta
Au sein de la nécropole de Ca' Morta, deux autres tombes remarquables au travers de la typologie archéologique de leur mobilier funéraire, ont fait l'objet d'une attention particulière. Ces dernières ont été découvertes et étudiées entre 1955 et 1965 :
- dans la tombe no 162, ont été mises au jour des fibules « à pied large »[N 68] torsadés, décorés en pointillés incisés et des céramiques d'importation grecque. Un rapprochement très net a été établi avec d'autres sites funéraires d'Italie du Nord et centrale (notamment en Toscane, Vénétie, Latium et Ombrie) datés des environs de 1070 à 940 av. J.-C.[122] ;
- la tombe no 14 comporte pour l'essentiel des œnochoés à bec de type « Schnabelkanne », en bronze, vraisemblablement d'origine étrusque et des cistes à cordons, de provenance grecque. Celles-ci sont confectionnées en céramique et portent des motifs dits « à figures noires »[122],[13].

Musée archéologique Paolo Giovio de Côme
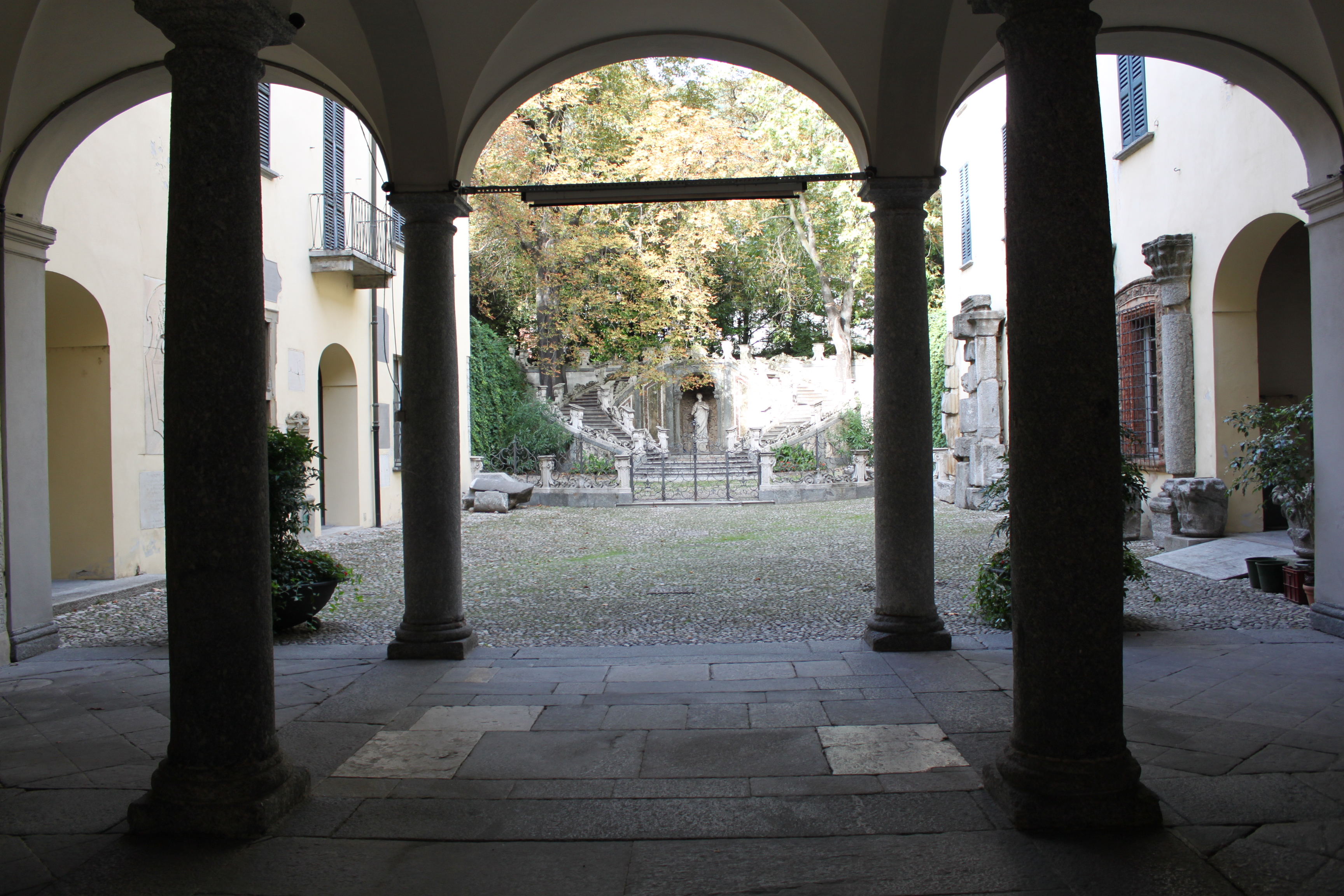
Cour intérieure du musée[N 69].

Le principal artisan des recherches archéologiques ayant identifié et officialisé la nécropole de Ca' Morta, est l'archéologue italien Ferrante Rittatore Vonwiller (1919 - 1976). Il approfondit son champ d'étude dans les années 1970 et met au jour des sépultures dont le faciès chrono-culturel manifeste des différences notables, particulièrement concernant les symposia extraites de leur contexte funéraire. Après examen et expertise, ces découvertes se sont révélées appartenir à l'âge du bronze récent. L'archéologue a pu ainsi les corréler à un établissement funéraire antérieur à celui de la tombe de Ca' Morta et les attribuer à la période chrono-culturelle caractéristique du territoire centro-septentrional de la Lombardie (région comasque) du XIIe – IXe siècle av. J.-C., autrement dit la culture de Canegrate.
Au milieu des années 1980, puis au début des années 1990, la programmation de fouilles archéologiques reprend, réalisant ainsi la mise au jour de sépultures attribuées à l'âge du fer ancien et récent (« Hallstatt D » et « La Tène A, B »).
- L'excavation de la sépulture no 113 permet de révéler un important sympósion, notamment constitué de céramiques de confection étrusque, de bucchero nero et d'éléments de vaissellerie ouvragés en terracotta. L'extraction et les examens effectués sur cet instrumentum mettent en évidence des relations commerciales privilégiées entre l'Étrurie padane et le site auquel appartient la nécropole comasque[15].
- Les tombes no 114 et « I/1930 » ont chacune livré une situle de type stamnoïdique. Les deux récipients à fonction religieuse et funéraire, confectionnés en bronze, ont une forme ovoïdale. En outre, ces dernières montrent une panse de circonférence imposante[15].
- Les fouilles attenantes à la sépulture no 302 ont notamment produit des vestiges corrodés d'une urne de type biconique, ainsi que des fragments de fibules. Par ailleurs, l'expertise archéologique révèle que la totalité de ces éléments procède d'une fabrication artisanale typiquement étrusco-padane[14].
- Les investigations de la tombe no 16 ont conduit à la découverte d'un abondant trousseau funéraire composé d'une urne, d'une fibule « à arc torsadé » (également dite « à côte »)[N 71], d'un collier muni d'un pendentif, ainsi que d'une coupelle en céramique pourvue d'un pied de 5,8 centimètres de haut[16].